# Snillfjord
Snillfjord er en tidligere kommune i Trøndelag fylke i Norge. Den blev 1. januar 2020 delt i tre i forbindelse med Kommunereformen i Norge. Snillfjord er den eneste kommune i Norge, som blev delt i tre i forbindelse med kommunereformen. Til Hitra flyttes 148,5 kvadratkilometer med 300 indbyggere, til den nyoprettede Heim kommune lægges 65,7 kvadratkilometer og 210 indbyggere, mens den største del på 433,5 kvadratkilometer og 470 indbyggere bliver en del af  Orkland kommune (folketal fra 2018). Den tidligere kommune grænsede i nordøst til Agdenes, i sydøst til Orkdal, mod sydvest til Hemne og over fjorden i nord til Hitra.

## Geografi
Snillfjord kommune danner overgangen fra indlandet til kysten og det åbne hav.
Her findes både fjeld, fjorde og lange strandlinjer. Snillfjord er som skabt for ferie og fritid med gode muligheder for jagt, fiskeri og friluftsliv.
Landbrugsareal i drift udgør 13,5 km² eller 2,8 % af det totale areal. Produktiv skovareal udgør 90,5 km² som er 18,8 % af det totale areal. 16 km² af kommunens totalareal er ferskvand.
Kommunen er delt op af flere fjorde og fjelde, som skaber store afstande mellem småstederne, men som også giver mange naturskønne områder. Snillfjord har en stærkt decentraliseret struktur, hvor områderne Sunde, Krokstadøra og Ytre Snillfjord er nogenlunde lige store. Krokstadøra er defineret som kommunens centrum, med afstand på ca. 35 km både til Ytre Snillfjord og til Sunde. Afstanden fra Krokstadøra til Trondheim er 75 km.
Rigsvej 714 går gennem kommunen på sin vej fra Orkanger og via Hitratunnelen til øerne Hitra og Frøya.
Kommunen har et varieret erhvervsliv med landbrug, fiskeopdræt og småindustri.